# Scherpschutter

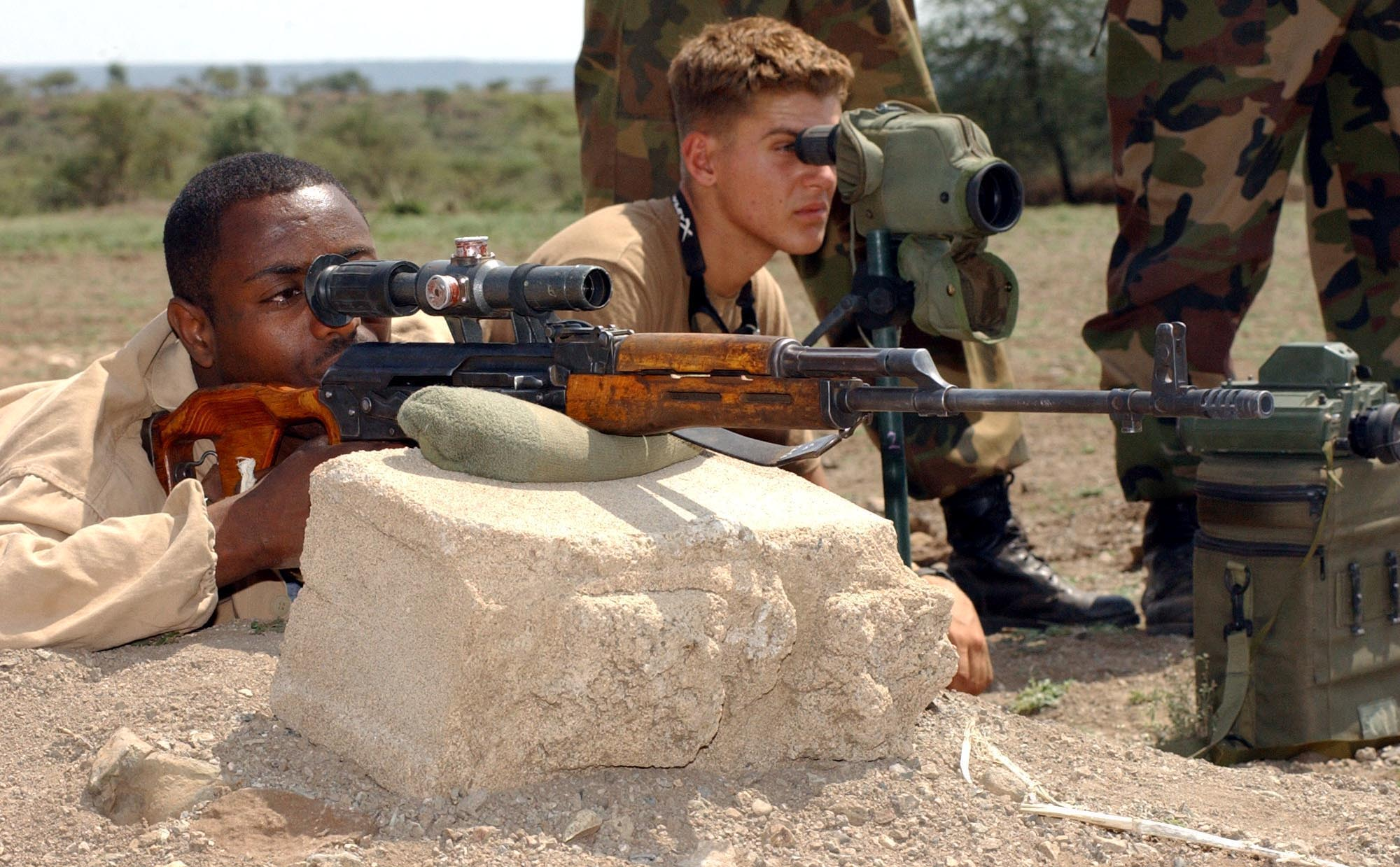
Amerikaan traint Ethiopische scherpschutter

Een scherpschutter is een militair of een politieman die gespecialiseerd is in het raken van een doel op lange afstand met een enkel geweerschot. De schutter is getraind om zeer precies te schieten met een bepaald type geweer. Het hoeft dus niet per se een scherpschuttersgeweer te zijn, een standaard infanteriegeweer is ook mogelijk. Dikwijls gebruikt men de termen 'scherpschutter' en 'sluipschutter' door elkaar, alhoewel ze grondig van elkaar verschillen. Een scherpschutter opereert in een sectie, in groepsverband met de andere troepen. Een sluipschutter daarentegen handelt volledig onafhankelijk en probeert verborgen te blijven. Een wel met scherpschutter verwante term is precisieschutter.

## In het leger
Een scherpschutter in het leger maakt deel uit van een sectie. Hij is in de sectie de specialist. Zijn taak is het om vanuit een relatief veilige positie op lange afstand tegenstanders te doden. Een scherpschutter gebruikt in de meeste gevallen een grendelrepeteergeweer, dit betekent dat elke patroon handmatig moet worden geladen. Het heeft de voorkeur omdat een dergelijk schietinstrument stabieler is bij het overhalen van de trekker. Een semiautomatisch wapen wordt weinig gebruikt omdat het minder accuraat is. Ze bestaan wel, de Russische SVD en de Amerikaanse .50 cal M82 Barret zijn voorbeelden van semiautomatische scherpschuttersgeweren.

## Bij de politie
De taak van een scherpschutter bij de politie is om gevaarlijke misdadigers die zich tussen normale mensen bevinden, bijvoorbeeld bij een ontvoering of gijzeling, buiten gevecht te kunnen stellen. Deze taak is slechts de allerlaatste optie omdat de politie altijd zal proberen om zo'n situatie tot een vreedzame oplossing te brengen. Daarom bestaat de inzet van scherpschutters uit het langdurig posteren op strategische situaties, die de toestand vanuit een verborgen positie observeren en wachten op orders.
In België gaat het voornamelijk om inspecteurs van de CGSU (Commissariaat-Generaal Special Units, een divisie die deel uitmaakt van de Federale Politie) die deze taak uitvoeren.

## In fictie
De scherpschutter (in films ook wel ten onrechte sluipschutter of langeafstandsschutter genoemd) komt veelvuldig voor in films en boeken. Lang niet al deze versies van de scherpschutter zijn waar of zelfs maar realistisch. In het echt is het plaatsen van een schot over lange afstand veel complexer dan vaak in films wordt weergegeven, de schutter moet immers rekening houden met wind, luchtdruk en zwaartekracht. De film Shooter met Mark Wahlberg geeft een vrij accuraat beeld van hoe het in werkelijkheid gedaan wordt.
Scherpschutters zijn ook een fictieve kaste ordebewakers, diplomaten en boekhouders in Stephen King zijn boekenserie De Donkere Toren. In deze boeken zijn scherpschutters geen langeafstandsschutters, maar een soort mix tussen cowboy en politieagent. Zij gebruiken revolvers en zijn uitermate bedreven in het gebruik daarvan. De originele Engelse versie gebruikt dan ook niet het woord "sharpshooter", zoals je zou verwachten, maar het woord "gunslinger" (revolverheld).